# X (Jonas Brothers)
X is een nummer van de Amerikaanse band Jonas Brothers uit 2020, met een Spaanstalige bijdrage van de Colombiaanse zangeres Karol G.
Het zomerse nummer werd in diverse landen een hit. In de Amerikaanse Billboard Hot 100 werd een bescheiden 33e positie gehaald. In de Nederlandse Top 40 haalde het nummer de 9e positie, en in de Vlaamse Ultratop 50 de 19e.